# Tunnel Kaltenbach
Der Tunnel Kaltenbach ist ein zweiröhriger Autobahntunnel auf der Brucker Schnellstraße (S35) südlich von Bruck an der Mur bei Zlatten (Gemeinde Pernegg an der Mur) in der Steiermark.

## Allgemeines/Beschreibung
Er ist ca. 1100 m lang und wurde im Zuge des Lückenschlusses S35-Nord gemeinsam mit dem Tunnel Kirchdorf am 29. Mai 2010 für den Verkehr freigegeben. Er ist mit der neuesten Tunneltechnik ausgestattet und bietet dem Autofahrer ein hohes Maß an Komfort und Sicherheit. Am Südportal befindet sich die Ausfahrt Pernegg (Richtungsfahrbahn Graz), am Nordportal die Auffahrt Richtung Bruck. Eine Besonderheit ist die Gestaltung der Tunnelportale (blaue Glasüberdachung), die auch an den Tunneln Kirchdorf und Mixnitz gebaut wurden.